# 澜沧江

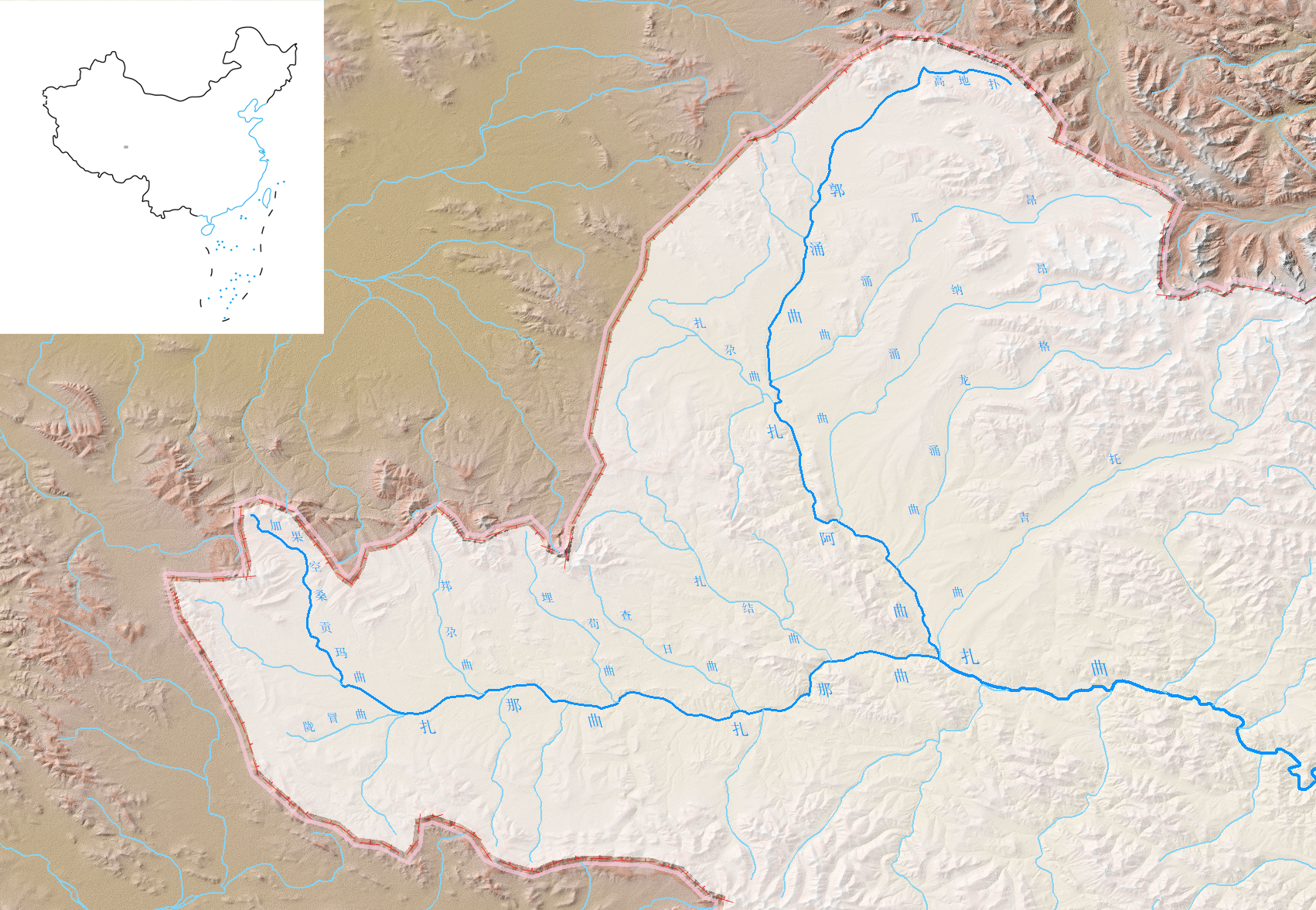
澜沧江源流示意图。

澜沧江（佤语：Grong / rom Groung / rom Grong），是湄公河上游中国境内河段的名称，其上游為扎曲（藏語：རྫ་ཆུ，威利转写：rdza chu），發源于青海省玉树藏族自治州杂多县，流经青海、西藏和云南三省区，在勐腊县出境成为老挝和缅甸的界河后，始称湄公河。流域面积16.48万平方公里，长2,139公里，多年平均出境水量765亿立方米。
“澜沧”一词或来源于老撾的瀾沧王国。瀾滄江流域的民族多數信仰上座部佛教與藏傳佛教。

## 水文
澜沧江上游段高山融雪补给占有一定比重，但是地下水补给占50%，中游段地下水补给增加，下游的地下水补给占60%以上。
澜沧江径流量主要来自下游，下游允景洪站年径流量达到566.1亿立方米。澜沧江上中游高山径流，冬季不到全年径流量的10%，夏季达到50%。

## 江源
瀾滄江上游為扎曲，其源流有二，南源扎那曲(Zhana Qu)，北源扎阿曲(Zhaa Qu)，兩者在朶那松多(33°13′N 94°36′E / 33.21°N 94.6°E)交會。至於何者為正源，自古便有多種不同說法。
南源扎那曲(Zhana Qu)發源于青海省玉樹藏族自治州雜多縣莫云乡查加日瑪西面4公里的高地(高地的北侧為長江上游之一拉娘曲，往西北流向莫曲)。
1999年，中國科學探險協會組織了「瀾滄江源頭科學探險考察隊」，確認瀾滄江的正源為扎阿曲，發源於青海省玉樹藏族自治州雜多縣扎青鄉果宗木查山（峰頂海拔5,514米）上一條面積0.67平方千米的冰川，源頭海拔高度為5,224米。
源流區河段名為高山谷西，向西流至野水松多，匯集支流高地扑後改稱郭涌曲。初始仍向西流，稍後轉向南流至昂貢松多，匯集另一支流扎朶曲後改稱扎阿曲。初為向南偏東流，稍後轉向東南流至朶那松多，與扎那曲交會後始稱扎曲。

## 河段

### 青海境內河段
青海境内的主干流总长度448公里，流经杂多县、囊谦县。

### 西藏境內河段
扎曲在西藏自治区的昌都与昂曲汇合后始称“澜沧江”，流经昌都、察雅、左贡和芒康县，干流总长度465公里，在德钦县下盐井流入云南。
西藏河段规划的水电站一共7级，包括扎曲的果多水电站，以及昌都以下的侧格、约龙、卡贡、班达、如美和古学六级。昌都扎曲、昂曲两河汇合处建有澜沧江天津广场。

### 云南境內河段
云南境内经迪庆藏族自治州、怒江傈僳族自治州、大理白族自治州、保山市、临沧市、普洱市、西双版纳傣族自治州等七地级市、自治州，由勐腊县出境成为老挝和缅甸的界河，干流总长度1216公里。
云南河段规划的水电站一共15级。其中上游7级分别是古水、乌弄龙、里底、托巴、黄登、大华桥和苗尾；下游8级分别是功果桥、小湾、漫湾、大朝山、糯扎渡、景洪、橄榄坝和勐松。

## 支流
湄公河－瀾滄江水系在中國境內流域面積大於100km²的支流有138條，大於1,000km²的支流有41條，大於5,000km²的支流有10條（子曲、蓋曲、昂曲、麥曲、金河、漾濞江、小黑江、威遠江、南班河、南拉河），大於10,000km²的支流有3條（子曲、昂曲、漾濞江）。由於中游行經滇西縱谷，較大的支流均分佈於上游與下游。
以下由上游至下游依序列出瀾滄江水系的一級支流：

### 高山谷西－郭涌曲－扎阿曲－扎曲主要支流
青海境內
- 高地扑（右）：雜多縣
- 昂瓜涌曲（左）：雜多縣
- 扎朶曲（右）：雜多縣
- 格龍涌曲（左）：雜多縣
- 托吉曲（左）：雜多縣
- 扎那曲（右）：雜多縣
- 布當曲（左）：雜多縣
- 扎格涌曲（左）：雜多縣
- 班曲（右）：囊謙縣
- 郭曲（寧曲，左）：囊謙縣、玉樹市、雜多縣
- 卡曲（左）：囊謙縣
- 肖曲（右）：囊謙縣
- 強曲（右）：囊謙縣

西藏境內
- 恩到曲（右）：昌都縣、青海省囊謙縣
- 子曲（左）：昌都縣、青海省囊謙縣、玉樹市
- 熱曲（左）：昌都縣
- 向曲（右）：昌都縣

### 瀾滄江主要支流
西藏境內
- 昂曲（右）：昌都縣、類烏齊縣、青海省囊謙縣、雜多縣、西藏自治區巴青縣
- 額哎曲（左）：昌都縣
- 麥曲（左）：察雅縣、昌都縣、貢覺縣、芒康縣
- 色曲（金河，右）：察雅縣、昌都縣、類烏齊縣、丁青縣、青海省囊謙縣
- 若曲（右）：左貢縣
- 比曲（左）：芒康縣、察雅縣
- 登曲（右）：芒康縣
- 扎浪曲海（左）：芒康縣

云南境內
- 阿東河（左）：德欽縣
- 永春河（左）：維西傈僳族自治縣
- 碧玉河（通甸河，左）：兰坪白族普米族自治县、維西傈僳族自治縣
- 德慶河（右）：兰坪白族普米族自治县
- 木瓜邑河（右）：兰坪白族普米族自治县
- 老王庄河（右）：兰坪白族普米族自治县
- 玉龍河（左）：兰坪白族普米族自治县
- 臘鋪河（左）：兰坪白族普米族自治县
- 沘江（左）：雲龍縣、兰坪白族普米族自治县
- 漕澗河（右）：雲龍縣
- 倒流河（左）：永平縣
- 永平大河（銀江大河，左）：昌寧縣、永平縣
- 漾濞江（左）：南澗彝族自治縣、鳳慶縣、巍山彝族回族自治縣、昌寧縣、永平縣、漾濞彝族自治縣、大理市、洱源縣、劍川縣、玉龍納西族自治縣
- 哨街河（右）：雲縣
- 公郎河（左）：南澗彝族自治縣
- 銀定河（左）：南澗彝族自治縣
- 忙甩河（右）：雲縣
- 曼灣河（左）：景東彝族自治縣
- 罗扎河（羅閘河，右）：雲縣、鳳慶縣、昌寧縣
- 保甸河（左）：景東彝族自治縣
- 中古河（左）：景東彝族自治縣
- 沙壩河（右）：雲縣
- 勐片河（左）：景東彝族自治縣
- 拿魚河（右）：雲縣
- 大寨河（右）：雲縣
- 文肖河（文笑河，左）：鎮沅彝族哈尼族拉祜族自治縣、景東彝族自治縣
- 嘎里河（左）：鎮沅彝族哈尼族拉祜族自治縣
- 忙牙河（右）：臨翔區
- 四十八道河（左）：鎮沅彝族哈尼族拉祜族自治縣、景谷傣族彝族自治縣
- 四十八道河（左）：鎮沅彝族哈尼族拉祜族自治縣、景谷傣族彝族自治縣
- 忙郎河（右）：臨翔區
- 平村河（左）：臨翔區
- 勐戛河（左）：景谷傣族彝族自治縣、臨翔區
- 斗閣河（右）：雙江拉祜族佤族布朗族傣族自治縣、臨翔區
- 忙炭河（右）：雙江拉祜族佤族布朗族傣族自治縣
- 小黑江（右，上游南皮河）：瀾滄拉祜族自治縣、雙江拉祜族佤族布朗族傣族自治縣、臨翔區、滄源佤族自治縣、耿馬傣族佤族自治縣
- 曼陰河（右）：瀾滄拉祜族自治縣
- 芒海河（右）：瀾滄拉祜族自治縣
- 芒地河（左）：景谷傣族彝族自治縣
- 芒怕河（右）：瀾滄拉祜族自治縣
- 臘馬河（左）：景谷傣族彝族自治縣
- 南板河（左）：景谷傣族彝族自治縣
- 勘撒河（右）：瀾滄拉祜族自治縣
- 小黑江（左，上游威远江）：思茅區、景谷傣族彝族自治縣、寧洱哈尼族彝族自治縣、鎮沅彝族哈尼族拉祜族自治縣
- 芒卡河（右）：瀾滄拉祜族自治縣
- 芒壩河（左）：思茅區
- 黑河（右）：瀾滄拉祜族自治縣
- 燕子窩河（左）：思茅區
- 勘界河（左）：思茅區
- 南甸河（右）：瀾滄拉祜族自治縣
- 平壩河（左）：思茅區、景洪市
- 荒壩河（右）：瀾滄拉祜族自治縣
- 南昆河（南肯河，左）：景洪市
- 南果河（右）：勐海縣、瀾滄拉祜族自治縣
- 南曼河（勐養河，左）：景洪市
- 納枝河（右）：景洪市、勐海縣
- 流沙河（右）：景洪市、勐海縣
- 补远江（罗梭江、南班河，左）：勐腊县、景洪市
- 南阿河（右）：景洪市、勐海縣、緬甸撣邦孟別縣
- 南腊河（左）：勐腊县、寮國琅南塔省

## 橋樑
- 214國道橋
- 昌都214國道／317國道橋
- 昌都214國道橋
- 214國道／318國道橋
- 214國道橋
- 214國道橋
- 雲南311省道橋
- 320國道橋
- 杭瑞高速公路（G56）橋
- 瀾滄江大橋：214國道（北）
- 214國道橋（南）
- 323國道橋
- 雲南309省道橋
- 西雙版納大橋：214國道

## 水电开发
西藏昌都以下规划“一库七级”。业主为华能澜沧江上游水电开发有限公司。从上游到下游依次是：
1. 侧格水电站（16万千瓦）停止开发
2. 约龙水电站（10万千瓦）停止开发
3. 卡贡水电站（24万千瓦）停止开发
4. 班达水电站（100万千瓦）停止开发
5. 如美水电站（210万千瓦），年调节水库，库容36.94亿立方米。开工
6. 邦多水电站 （68万千瓦）停止开发
7. 古学水电站（170万千瓦）停止开发
8. 曲孜卡水电站 （40.5万千瓦）前期工作阶段

云南段上游规划一库八级梯级开发，由华能澜沧江水电股份有限公司建设运营：
1. 古水水电站（180万千瓦）：停止开发
2. 果念水电站：因云南三江并流保护区搁置。
3. 乌弄龙水电站（99万千瓦）竣工发电
4. 里底水电站（42万千瓦）竣工发电
5. 托巴水电站（140万千瓦）开工
6. 黄登水电站（190万千瓦，正常库容16.13亿立方米）竣工发电
7. 大华桥水电站（92万千瓦）竣工发电
8. 苗尾水电站（140万千瓦）竣工发电

云南段下游规划两库八级梯级开发，由华能澜沧江水电股份有限公司建设运营：
1. 功果桥水电站（90万千瓦） 竣工发电
2. 小湾水电站（420万）：总库容约150亿立方米，调节库容近100亿立方米。竣工发电
3. 漫湾水电站（150万） 竣工发电
4. 大朝山水电站（135万） 竣工发电
5. 糯扎渡水电站（585万千瓦）：总库容237.03亿立方米，调节库容113.35亿立方米。竣工发电
6. 景洪水电站（175万千瓦） 竣工发电
7. 橄榄坝水电站（15.5万千瓦）
8. 勐松水电站

## 沿岸城市
- 昌都
- 景洪
- 思茅港
- 勐罕

## 主要民族
- 漢族
- 藏族
- 白族
- 傣族
- 独龙族
- 怒族
- 普米族
- 傈僳族
- 彝族
- 苗族
- 瑶族
- 哈尼族
- 拉祜族
- 佤族

## 旅游资源
- 洱海
- 香格里拉